# NGC 2244
NGC 2244 (conegut també com a Caldwell 50) és un cúmul obert situat al bell mig de la nebulosa de la Roseta a la constel·lació de Monoceros. Dins aquest cúmul hi ha diverses estrelles de classe espectral O, estrelles de gran massa i que, per tant, estan a molt alta temperatura i generen gran quantitat de radiació.
Les estrelles de NGC 2244 es formaren fa menys de 5 milions d'anys a partir de la matèria del centre de la nebulosa, la seva radicació d'alta energia ionitza el gas proper (principalment hidrogen) el qual en emetre llum en la part vermella de l'espectre dona aparença a la nebulosa. el cúmul NGC 2244 amida uns 50 anys llum de diàmetre, està a uns 5.000 anys llum de distància de la Terra i és visible amb binocles.
Les estrelles més joves (formades fa menys de 2 milions d'anys), brillants i massives del cúmul són HD 46223, de classe espectral O4, amb una lluminositat unes 400.000 vegades la del Sol i aproximadament 50 cops més massiva, i HD 46150, de classe espectral O5, 450.000 vegades més lluminosa que el Sol i uns 60 cops més massiva, hi ha indicis, però, que aquesta darrera és una estrella doble.